# Lelex (Sohn des Poseidon)
Lelex (altgriechisch Λέλεξ Lélex), der Sohn des Poseidon und der Libye, galt in der Antike als der Stammvater der Leleger.
12 Generationen nach der Regierung von Kar, dem ersten König von Megara, kam Lelex aus Ägypten nach Megara und übernahm die Herrschaft. Er war der Vater des Kleson, der nach seinem Tode den Thron bestieg. Sein Grab lag unterhalb des Burghügels von Nisaia.